# Кінематограф Албанії
Шаблон:Кінематограф Європи
Кінематограф Албанії (алб. Kinemaja Shqiptare) — галузь культури та економіки Албанії, що займається виробництвом і демонстрацією фільмів глядачам.

## Ранній період (1911–1944)
Перші албанські фільми були документальними стрічками, знятими іноземними кінооператорами, перший такий фільм був присвячений науковому конгресу у Бітолі 1908, який затвердив албанський алфавіт.
Перші публічні демонстрації кінофільмів в Албанії відбулися у 1911–1912 роках у Шкодері і Корчі, де демонструвалися винятково іноземні фільми, одним з них була чорна комедія «благонадійність Педді» — історія загробного життя людини, яка була не в змозі бути присутньою на власному похороні. Після Першої світової війни у містах Албанії — Вльорі, Тирані, Бераті та інших стали будуватися кінотеатри і розвиватися приватний кінопрокат. До 1940-х років виробництво власних фільмів в Албанії було відсутнє.

## Комуністичний період (1945–1992)
У 1945 році комуністичний уряд Албанії заснував Албанський інститут кінематографії, який у 1952 році був реорганізований у кіностудію «Нова Албанія» (з початку 1990-х — Албфільм). До кінця 1940-х років у країні випускалися тільки хронікальні стрічки, з початку 1950-х стало розвиватися документальне кіно, вийшли такі фільми як «Світло над Албанією», «Фестиваль народної пісні», «Албанія, цвіти» (разом з СРСР), «Славний шлях». У 1954 році, спільно з радянськими кінематографістами, був знятий перший албанський художній фільм «Великий воїн Албанії Скандербег» (режисер — С. Юткевич), який увійшов до числа призерів Каннського кінофестивалю 1954 (номінація — «Особлива згадка»). Інші відомі албанські фільми 1950-х — «Її сини» (алб. Fëmijët e saj, 1957, режисер Х. Хакані) і «Тана» (1958, режисер Крістач Дамо). «Тана» — любовна мелодрама, відома як перший албанський фільм, у якому є сцени поцілунків. У 1960 році спільно з болгарськими кінематографістами був знятий науково-популярний фільм «Пісня Розафа» (режисери — І. Пандо, Ю. Арнаудов).
У 1960-х роках в Албанії випускалися в основному фільми на тему Другої світової війни і боротьби з італійськими та німецькими окупантами і носили в основному пропагандистський характер. Найвідоміші кінорежисери того періоду — Дімітер Анагності, Віктор Гжіка, Гезім Еребара і Піро Мілкані.
У 1970-х роках в силу ізоляціоністської політики режиму Енвера Ходжі відбулося різке скорочення кількості зарубіжних фільмів в албанському прокаті, а власне кіновиробництво становило 5-6 картин на рік, до кінця 1970-х воно дійшло до 8-10 картин на рік, а у 1980-ті — до 14 фільмів на рік. До 1990 року в Албанії було вироблено у цілому близько 200 фільмів.
Серед фільмів 1970-х років популярність здобули комедії «Капітан» (1972, режисери Фехмі Хошафі і Мухарем Фейдж) і «Бені ходить сам» (1975, режисер Джанфіс Кеко). Найбільш відомими кінорежисерами 1970-х були Рікард Лярья, Саймір Кумбарі, Ібрагім Мучай, Кріштак Мітро і Есат Міслю. Цей період також відзначений початком виробництва телевізійних фільмів, таких як «Дорога до грамоти» режисера В. Пріфті (1978). У 1980-ті роки вийшли на екрани такі фільми як «Віч-на-віч», режисери Кюштім Чашку і Піро Мілкані (1979); Теплі руки (алб. Dora e ngrohtë), режисер К. Чашку (1983), Епоха великих зірок (алб. Agimet е stinës SE madhe), режисер А. Мінга (1981), Давній час (алб. Kohe е largët), режисер С. Печані (1983) і Струна для скрипки (алб. Tela për violinë), режисер Б. Капексю (1987).
У 1970–1980-х роках було знято також 20-40 документальних фільмів пропагандистського характеру, у цей час з'явилася також албанська мультиплікація, зокрема мультфільм «Зана і Мірі» режисерів В. Дробоніку і Т. Васо (1975); на рік випускалося близько 16 мультфільмів. До кінця 1980-х років в Албанії було більше 450 кінотеатрів, але більша частина обладнання в них морально і фізично застаріла.

## Посткомуністичний період (з 1992)
У 1990-х, перехід до демократичної форми державного устрою привів до великих змін в албанському кінематографі. Кіностудія «Нова Албанія» розпалася на ряд дрібних приватних студій, де фільми знімали албанські режисери, а також іноземні, спільно з новим Національним центром кінематографії (алб. Qendra Kombëtare е Kinematografisë). У албанських глядачів помітна ностальгія за старими албанськими фільмами, пропагандистські аспекти яких сприймаються скоріше з гумором, ніж з гнівом.
Серед албанських фільмів останніх років найбільшою популярністю користуються такі стрічки як «Полковник Бункер» (алб. Kolonel Bunker), «Слогани» (алб. Parullat), «Тирана, нульовий рік» (алб. Tirana viti 0) та інші.
У кінці 1990-х в Албанії побудовані ряд сучасних кінотеатрів (як, наприклад, «Міленіум» у Тирані), де демонструються в основному західні (переважно американські) фільми.
У 2010 році у Москві на XXXII Міжнародному кінофестивалі німецько-албанський фільм «Албанець» Йоганнеса Набера отримав спецприз журі «за чесну і зворушливу форму», а виконавець головній ролі Нік Хеліла — «Срібного Георгія» за найкращу чоловічу роль. Герой фільму — заробітчанин, після того, як від нього завагітніла односельчанка, він змушений виїхати на заробітки до Німеччини, щоб одружитися з коханою, і, переживши безліч пригод, у тому числі й кримінального характеру, повертається на батьківщину.